# Mayako Kubo
Mayako Kubo (久保 摩耶子?, Kubo Mayako; Kōbe, 5 dicembre 1947) è una compositrice giapponese.
Mayako Kubo ha seguito dapprima un percorso formativo come pianista. Negli anni 70 ha studiato Composizione a Vienna, tra gli altri con Roman Haubenstock-Ramati. Nel 1980 ha proseguito i suoi studi con Helmut Lachenmann. Dal 1990 al 1994 ha vissuto a Marino, vicino a Roma, dove ha lavorato insieme a Luca Lombardi. Da allora vive prevalentemente a Berlino.
Il suo lavoro comprende circa 130 composizioni di quasi tutti i generi. Si è distinta particolarmente come compositrice d'opera e i suoi soggetti provengono spesso dalla letteratura e dalla mitologia giapponese. La sua prima opera Rashomon si basa su un racconto di Akutagawa Ryūnosuke, di cui anche Kurosawa si è servito come soggetto per il suo omonimo film. La seconda opera, Osan, si ispira a una pièce di Chikamatsu Monzaemon e la terza opera, Der Spinnfaden, sempre su un racconto di Akutagawa.
Recentemente, dopo il devastante terremoto del Tōhoku, Giappone, nel marzo 2011, ha scritto i Sanriku-Lieder, su poemi di Meiko Matsudaira.

## Composizioni

### Opere
- Rashomon (1996; versione giapponese 2002)
- Osan – Das Geheimnis der Liebe (Il Segreto dell‘Amore, 2005)
- Der Spinnfaden (Il Filo Filato, 2010)

### Opere orchestrali
- Klavierkonzert (1985/86)
- 1. Symphonie (1993/98)
- 2. Symphonie (2000)
- Concertino della porta di Brandeburgo (2008)
- Sanriku-Lieder (2011)

### Musica da camera
- Berlinisches Tagebuch (Diario Berlinese, 1989/90)
- Versuch über den Turm von Pisa (Tentativo sulla Torre di Pisa, 1992)
- Yasuko (1996)
- Mirlitonnades - 24 canzoni secondo Samuel Beckett (2005)
- Turning Points (2007)

## Letteratura
- Komponisten der Gegenwart, Edition Text und Kritik, Monaco di Baviera, 2009
- Opera in Japan. 2005 e 2008, Japan Opera Association
- Grove Dictionary of Music and Musicians, 2nd edition